# Радиострой
Радиострой — деревня в Смоленском районе Смоленской области России. Входит в состав Пригорского сельского поселения. Население — 7 жителей (2010 год).
Расположена в западной части области в 4 км к юго-востоку от Смоленска, в 0,1 км восточнее автодороги А141 Орёл — Витебск. В 6 км восточнее деревни расположена железнодорожная станция Тычинино на линии Смоленск — Рославль. 